# Tesla-Transformator

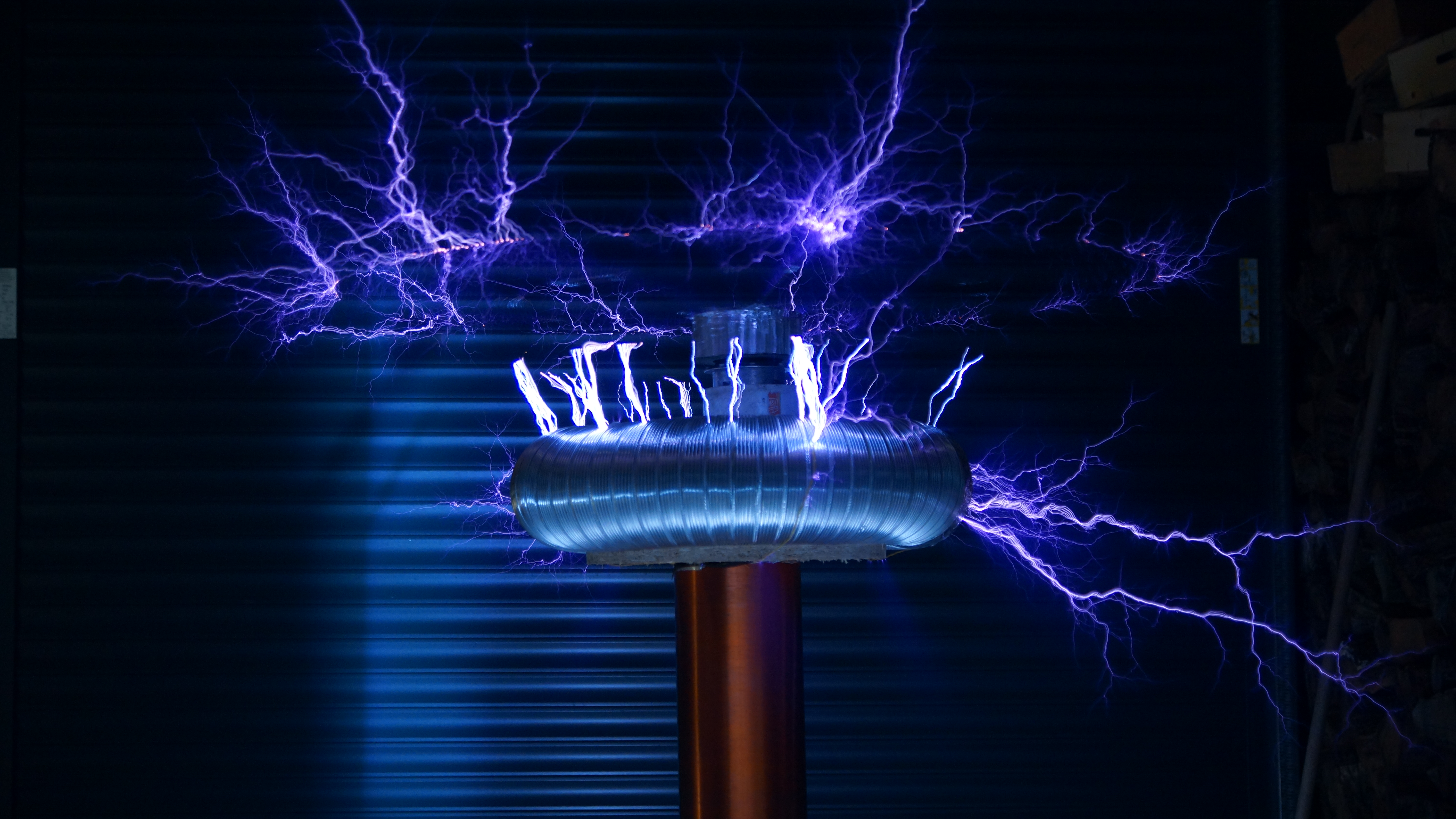

Schematischer Aufbau eines Transformators

Ein Tesla-Transformator, auch als Teslaspule bezeichnet, ist ein nach seinem Erfinder Nikola Tesla benannter Resonanztransformator zur Erzeugung hochfrequenter Wechselspannung. Er dient zur Erzeugung von Hochspannung. Sein Funktionsprinzip basiert auf der Resonanz magnetisch lose gekoppelter elektrischer Schwingkreise.
Im Gegensatz zu Leistungstransformatoren, welche im Hochspannungsbereich eingesetzt werden und deren Anwendung im Bereich der elektrischen Energietechnik liegt, bewegt sich trotz hoher Momentanleistungen die mittlere Leistung von Tesla-Transformatoren im Bereich von einigen Watt bis zu einigen Kilowatt. Aufgrund der meist geringen Leistungen dienen sie als relativ gefahrlose Hochspannungsquelle für verschiedenartige Schauexperimente; für die elektrische Energietechnik haben sie keine Bedeutung.

## Geschichte
Das Ziel von Nikola Tesla war es, elektrische Energie drahtlos zu übertragen. Dazu eignet sich der Tesla-Transformator jedoch nur begrenzt – er erzeugt zwar elektromagnetische Wellen; jedoch können diese in einem Empfangskreis nur in geringer Entfernung und nur zum Teil zurückgewonnen werden. Der 1901 zu diesem Zweck gebaute Wardenclyffe Tower auf Long Island in den USA wurde wegen Geldmangels 1917 wieder abgerissen.
Teslatransformatoren in der hier beschriebenen Form dienen vorwiegend zur Demonstration der Wirkung hoher hochfrequenter elektrischer Wechselspannungen.

## Aufbau

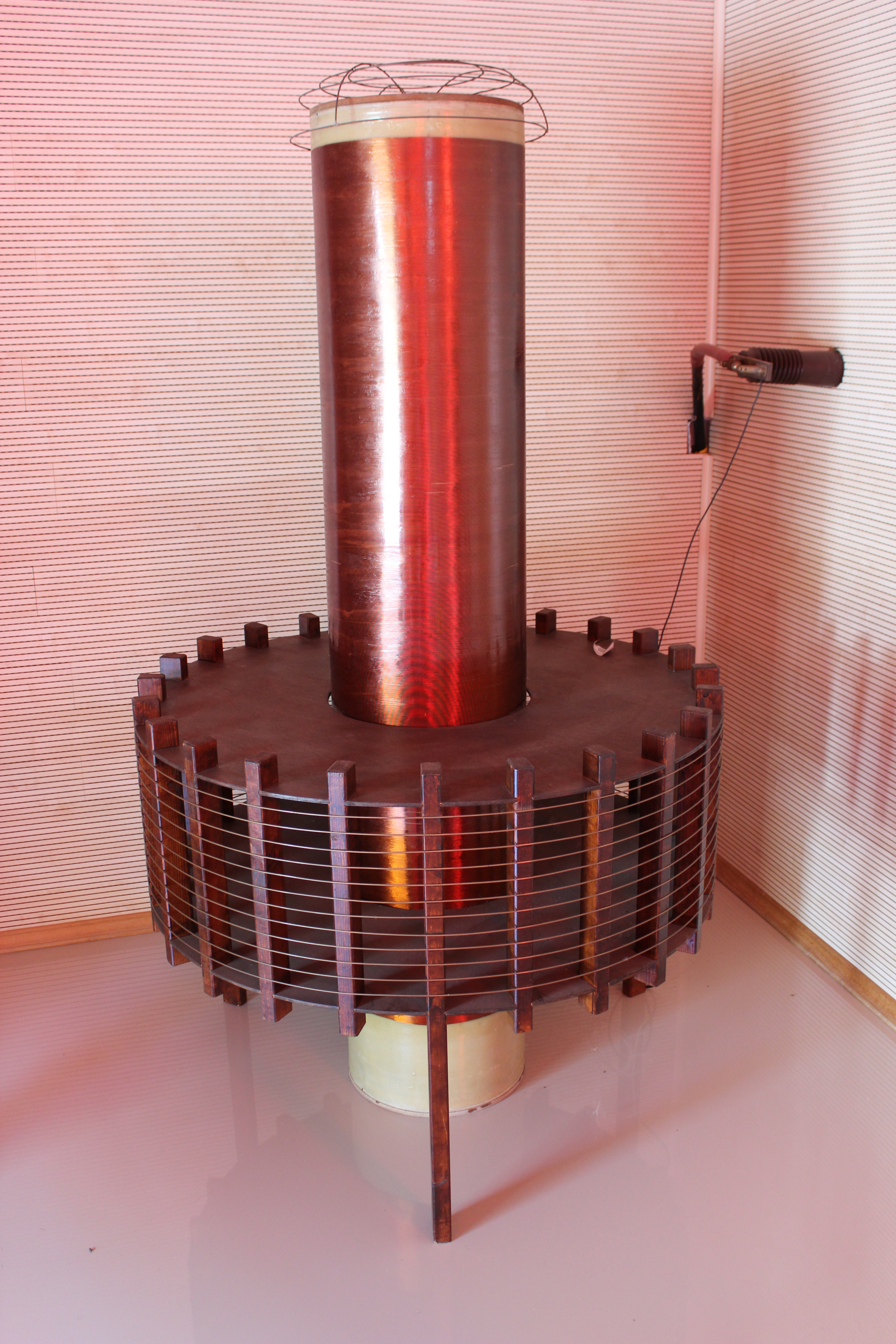
Tesla-Transformator im Nikola-Tesla-Gedenkzentrum in Smiljan (Kroatien)

Zwei sehr unterschiedliche Schwingkreise gleicher Resonanzfrequenz sind lose magnetisch gekoppelt und bilden einen Transformator. Befinden sich Primär- und Sekundärkreis in Resonanz, so entsteht durch die Resonanzüberhöhung an der sekundären Spule eine Hochspannung von mehr als 100 kV. Das Windungszahlverhältnis von primärer und sekundärer Spule beim Teslatransformator allein ist nicht für die Transformation der Eingangsspannung verantwortlich. Vielmehr kann aufgrund der losen Kopplung eine Resonanzüberhöhung stattfinden. Der Schwingkreis wird aus der langen Sekundärspule und ihrer Eigenkapazität sowie der Kapazität der Kopfelektrode gegenüber Erde gebildet.
Das untere Ende der Sekundärspule ist geerdet. Insbesondere der erdnahe Bereich der Spule befindet sich im Magnetfeld der erregenden Primärspule.
Teslatrafos arbeiten mit Frequenzen zwischen 30 kHz und 500 kHz. Die Sekundärspule ist eine einlagige lange Zylinderspule mit einigen 100 bis 2000 Windungen. Sie liegt im Magnetfeld einer kurzen Primärspule größeren Durchmessers mit wenigen Windungen. Man erreicht dadurch einen ausreichenden Isolationsabstand, insbesondere zum oberen, sogenannten „heißen“ Ende der Sekundärspule, das eine hohe Wechselspannung führt.
Die Feldsteuerung des elektrischen Felds erfolgt hier einerseits durch die einlagige gleichmäßige Bewicklung der Sekundärspule, die durch den gleichmäßigen Feldverlauf Teilentladungen entlang dieser Spule vermeidet und andererseits dadurch, dass die sich nach oben konisch weitende Form der Primärspule, durch welche, trotz des nach oben ansteigenden elektrischen Potentials, die elektrische Feldstärke zwischen beiden Spulen unterhalb der Durchbruchfeldstärke bleibt.
Bei großen Anlagen kann die Ausgangsspannung mehrere Megavolt erreichen. Die hochfrequente Wechselspannung (einige 10 bis einige 100 kHz) am „heißen“ Ende der Sekundärspule (dort ist oft eine torusförmige Elektrode angebracht) erzeugt in der umgebenden Luft Gasentladungen, Streamer genannt. Die thermische Belastung der Elektrode bleibt dabei so gering, dass kein Lichtbogen entsteht. Die Erscheinung ist eine Koronaentladung (Büschelentladung) und ähnelt dem Elmsfeuer.
Es wird zwischen zwei verschiedenen Bauarten unterschieden: Impuls- und Träger-Teslatransformator. Beide beruhen auf der Anregung der Eigenresonanz der Sekundärspule. Sie unterscheiden sich dadurch, dass die Anregung im einen Fall impulsartig durch Kondensatorentladung erfolgt und im anderen kontinuierlich durch einen leistungsstarken Hochfrequenzgenerator. Der Impulsteslatransformator ist die bekanntere Bauart. Eine Mischform arbeitet mit impulsförmig betriebenem Hochfrequenzgenerator.

### Impuls-Teslatransformator

Schaltbild einer SGTC

2. Möglichkeit, eine SGTC zu verschalten

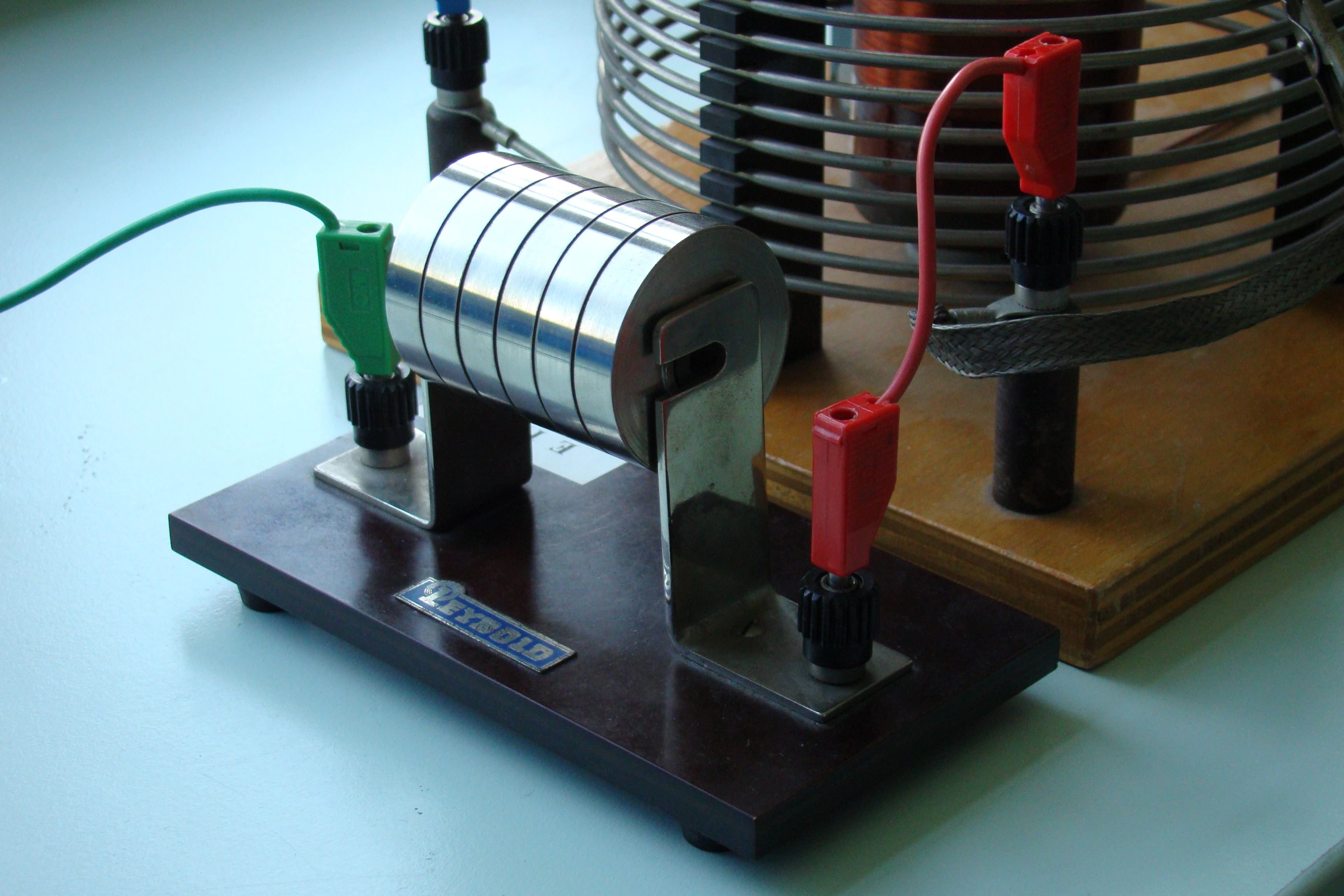
8 kV Löschfunkenstrecke für einen Teslatransformator

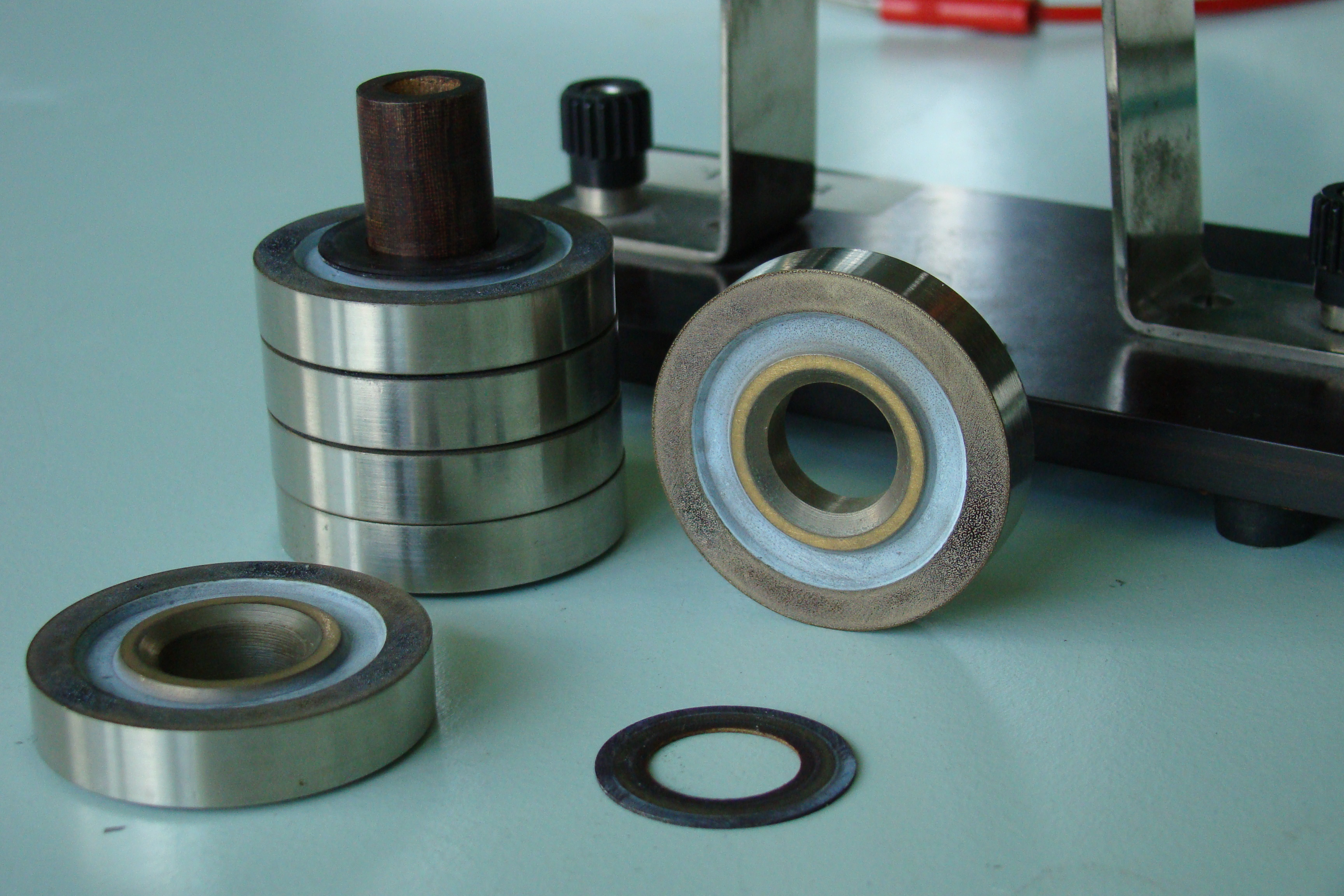
Zerlegte Löschfunkenstrecke: die massiven Metallringe sind im montierten Zustand innen durch Isolierstoffscheiben voneinander getrennt.

Der Primärschwingkreis besteht aus einem Schalter (bei der so genannten SGTC (Spark Gap Tesla Coil) einer Funkenstrecke (Spark Gap), dargestellt durch Pfeile im Schaltbild), einem Kondensator von etwa 5 nF bis mehreren 100 nF und einer kurzen Spule mit etwa 5…15 Windungen und großem Durchmesser. Diese Spule hat oft Anzapfungen, sodass die Induktivität und damit die Resonanzfrequenz angepasst werden kann. Der Kondensator des Primärschwingkreises wird durch eine kurzschlussfeste Spannungsquelle (Wechselspannungssymbol links im Bild) auf mindestens 5 kV aufgeladen, bis die Funkenstrecke zündet und die Spannungsquelle kurzschließt. Durch den entstandenen Kurzschluss wird der Primärschwingkreis von der Spannungsquelle getrennt und der jetzt aufgeladene Schwingkreis sich selbst überlassen. Dadurch werden freie Schwingungen mit hoher Momentanleistung erzeugt, welche idealerweise durch die Dämpfung abklingen, bevor die Funkenstrecke erneut zündet.
Diese Schwingungen werden induktiv an den Sekundärschwingkreis übertragen, der in der Regel aus einer langen Zylinderspule mit einigen hundert bis tausend Windungen besteht. Diese Spule bildet durch ihre Eigenkapazität zwischen oberem und unterem Ende beziehungsweise Erde bei guter Abstimmung einen Schwingkreis mit gleicher Resonanzfrequenz wie der Primärkreis. Durch die induktive Kopplung entstehen gekoppelte Schwingungen, bei welchen die Energie zwischen Primär- und Sekundärschwingkreis hin und her pendelt.
Idealerweise verlischt die Funkenstrecke der primären Erregung nach einigen Mikrosekunden, sobald alle Energie des Kondensators auf die Sekundärspule übertragen wurde. Ist nämlich beim Nachladen des Kondensators durch eine kräftige Speisespannungsquelle noch eine Restionisierung der Funkenstrecke vorhanden, kann ein Lichtbogen stehenbleiben, der die Speisung überlastet. Das schnelle Verlöschen lässt sich durch eine Löschfunkenstrecke (siehe auch Löschfunkensender) sicherstellen, bei der der Funke in Teilstrecken von etwa 0,2 mm aufgeteilt ist. Durch massive, zueinander plane Metallteile lässt sich das Plasma des Funkens ausreichend schnell kühlen, sodass es nicht neu zündet, wenn die Spannung wieder ansteigt. Weiterhin wird dadurch der Verschleiß auf eine große Fläche verteilt. Auch Konstruktionen mit sich drehenden Sektorscheiben sind bekannt, wodurch die Zündung periodisch mit der Drehzahl erfolgt (rotierende Funkenstrecke). Durch die Funkenstrecke wird das Signal des Primärkreises „zerhackt“, so dass ein Sägezahnsignal, oder in manchen Fällen auch ein Nadelimpuls (Exponentieller Impuls mit kurzer Anstiegszeit), entsteht. Dadurch entstehen zahlreiche Oberschwingungen, die sich störend auf die Umgebung auswirken und im Rahmen der elektromagnetischen Umweltverträglichkeit eine Rolle spielen können.
Kondensator und Funkenstrecke können, wie im 2. Schaltbild zu sehen ist, auch vertauscht sein, sodass statt der Funkenstrecke der Kondensator parallel zur Spannungsquelle liegt. Dabei wird die Spannungsquelle jedoch stärker belastet und muss entsprechend ausgelegt sein.
Die Spannungsversorgung des Primärschwingkreises muss bei der Aufladung des Kondensators einen kurzzeitigen Kurzschluss aushalten. Oft wird sie mit einem am Stromnetz betriebenen 50-Hz-Transformator (Netztransformator) realisiert, der zunächst eine Spannung zwischen 5 und 30 kV erzeugt. Geeignet sind z. B. die kurzschlussfesten Zündtransformatoren für Neonreklame. Hochfrequenz-Drosseln zwischen dem Netztrafo und der Funkenstrecke können hochfrequente Netzstörungen etwas verringern. Wenn ein Streukerntransformator verwendet wird, ist dies jedoch nicht erforderlich, da ein solcher die kabelgebundenen Störungen ins Netz ausreichend vermindert. Die Strahlungsgebundenen Störungen können auf diese Weise jedoch nicht immer reduziert werden, da die Anstiegszeiten der Funkenstrecke Frequenzen bis in den GHz-Bereich erzeugen, welche dann leicht in umgebende Leitungen einkoppeln können und so die Umgebung stören. Besonders ausgeprägt ist dieser Effekt bei geerdeten Teslaspulen, während er bei ungeerdeten, z. B. bipolaren, Spulen weniger ausgeprägt ist.
Statt der Funkenstrecke werden auch Thyratrons, IGBTs (Insulated Gate Bipolar Transistor) oder Thyristoren verwendet. Diese Bauteile müssen die hohen Ströme von oft mehreren kA schalten und sind daher kostspielig. Eine solche Lösung arbeitet jedoch reproduzierbar, leise und verschleißfrei. Durch die Möglichkeit der elektronischen Steuerung kann man die Schaltvorgänge exakt bestimmen.

### Träger-Teslatransformator
Die Spule von Träger-Teslatransformatoren ist ebenso aufgebaut wie die von Impuls-Teslatransformatoren. Zur Speisung dient jedoch keine Kondensatorentladung, sondern ein kontinuierlich arbeitender Hochfrequenzgenerator, der mit Transistoren (Abk. SSTC von engl. solid state tesla coil) oder Elektronenröhren (Abk. VTTC von engl. vacuum tube Tesla coil) arbeitet. Er muss auf die Eigenresonanz der Hochspannungsspule abgestimmt sein oder sein Rückkopplungssignal muss aus dieser gewonnen werden. Dafür besitzt der Transformatoraufbau manchmal eine weitere (Hilfs-)Wicklung.
Bei der sogenannten DRSSTC (Abk. DRSSTC von engl. dual resonant solid state Tesla coil) ist der Primärkreis ein Reihenschwingkreis, der effektiv mit einer Rechteckschwingung gespeist wird. Dadurch wird bereits primärseitig eine Resonanzüberhöhung wirksam.
Mit kontinuierlich arbeitenden Geräten lassen sich meist weniger lange Büschelentladungen erzeugen als mit Impuls-Teslatransformatoren – der Leistungsbedarf zur Ionisierung und Erzeugung der Entladungen steigt mit der Spannung erheblich an und lässt sich leichter im Impulsbetrieb aus einem Kondensator bereitstellen.
Bei wechselnden Resonanzbedingungen besteht das Risiko einer Fehlanpassung des Generators und damit die Gefahr seiner Überlastung. Eine Überlastung wird von Elektronenröhren besser ertragen als von Transistoren.

Prinzip Schaltbild einer DRSSTC

Beide vorgenannten Erkenntnisse führten zu Träger-Teslatransformatoren, bei denen der Generator im Impulsbetrieb höhere Leistungen erzeugt. Oft wird dazu jede zweite Halbwelle der Netzspannung genutzt, sodass die Geräte mit 50 Hz pulsen.
Ein Vorteil des Trägerbetriebs ist, dass auch die breitbandigen Störungen (wie oben beim Impulsbetrieb beschrieben) vermieden werden können, wenn man eine entsprechende Frequenz wählt, die keine Störungen in relevanten Frequenzbändern bewirkt.

## Anwendungen

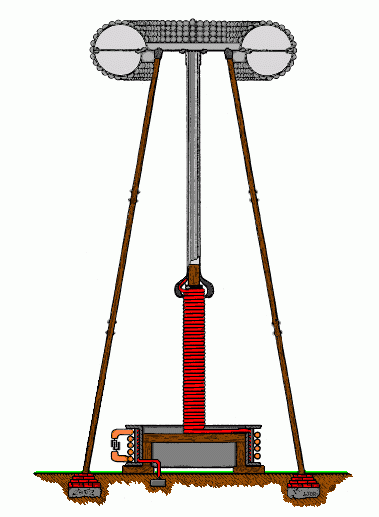
Schnittdarstellung eines Tesla-Transformators aus Teslas Patentschrift

### Technische Bedeutung
Der Aufbau des Tesla-Transformators ähnelt stark dem Konzept von frühen Funkanlagen nach Marconi und anderen, insbesondere dem Knallfunkensender und dem Löschfunkensender, die aufgrund ihrer Bandbreite in den 1920er Jahren verboten wurden. Teslatransformatoren führen durch die Funkenentladungen und die resonante Grundwelle im Langwellenbereich zu Störungen des Funkempfanges, die kurze Funkendauer führt zu Knackgeräuschen in einem weiten Bereich bis zu Dezimeterwellen.
Nutzbringende Anwendungen der Teslatransformatoren der oben beschriebenen Form gibt es aktuell kaum. Im Wesentlichen handelt es sich um einen eindrucksvollen, lehrreichen Apparat aus der Pionierzeit der Elektrotechnik.
An nicht-leitenden Vakuumbehältnissen (z. B. Glas) lassen sich Lecks finden, weil dort die Luft zu leuchten beginnt, wenn das weitgehend evakuierte Innere mit hochfrequenter Hochspannung erregt wird.
Das von Tesla propagierte Prinzip der drahtlosen Übertragung von Energie wird zur Übertragung sehr kleiner Leistungen im Bereich von Mikrowatt bis zu einigen Milliwatt zwar angewendet, erfordert aber keine Hochspannung. So gibt es RFID-Chips und Sensoren, die sich aus einem hochfrequenten elektromagnetischen Feld speisen. Das Feld wird durch Ringspulen erzeugt, die an die Sensoren angenähert werden und zugleich dem Empfang der Signale der Sensoren dienen. Es gibt auch Versuche, in einem ganzen Raum ein entsprechend hohes Feld zu erzeugen, um darin befindliche Sensoren geringer Leistung zu speisen.
Ein ähnliches Funktionsprinzip wie das des Tesla-Transformators ist bei Resonanzwandlern gegeben, welche neben anderen Schaltungsteilen auch aus einem Resonanztransformator bestehen. Resonanzwandler werden unter anderem zur Stromversorgung von Leuchtröhren eingesetzt und dienen zur Erzeugung von elektrischen Spannungen im Bereich einiger 100 V zum Betrieb von Kaltkathodenröhren. Auch manche elektronischen Vorschaltgeräte für Leuchtstofflampen basieren auf dem Prinzip von Resonanzwandlern, da sich dabei mit verhältnismäßig geringem Aufwand hohe elektrische Spannungen erzeugen lassen.
Weitere derartige Anwendungen sind elektronische Zündtransformatoren für Bogenlampen, Öl- und Gasbrenner und Lichtbogen-Spleißgeräte und Lichtbogen- und Plasmaschweißgeräte.
In einigen Bauformen von Plasmahochtönern werden Tesla-Transformatoren zum Erzeugen der Hochspannung eingesetzt.

### Experimente

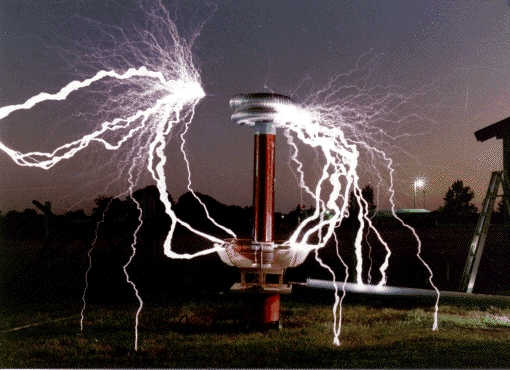
Schauexperimente mit Tesla-Transformatoren

Mit Teslatransformatoren können in Schauexperimenten eindrucksvoll eine Reihe physikalischer Zusammenhänge demonstriert werden. Sie werden in der Lehre und in Shows eingesetzt.
Da Teslatransformatoren nicht wie übliche Prüftransformatoren gekapselt und ohne Transformatorenöl ausgeführt werden und nur durch die umgebende Luft isoliert sind, kommt es durch die hohen elektrischen Randfeldstärken an exponierten Stellen zu Koronaentladungen (Büschelentladungen oder streamern). Dort wird Luft ionisiert und gelangt in den Plasmazustand. Es entstehen freie Radikale, Ozon und in der Folge Stickoxide. Durch die thermische Ausdehnung entstehen charakteristische Geräusche. Die hohe Temperatur der streamer reicht aus, um brennbare Gegenstände zu entzünden.
Nähert man sich mit einer Leuchtstofflampe oder anderen Gasentladungslampen den Hochspannungsteilen, leuchten die Gasentladungslampen, ohne elektrisch angeschlossen zu sein. Dies ist eine Folge des Verschiebungsstromes. Ein ähnlicher Effekt tritt auch unter Freileitungen auf, welche mit Höchstspannung betrieben werden, und besonders in Dunkelheit beobachtet werden kann. Nikola Tesla benutzte diesen Effekt, welcher vor allem bei Laien erstaunte Reaktionen hervorruft, in seinen Schauvorführungen wie den Columbia Lecture in New York im Mai 1891. Er benutzte damals Geißlerröhren.
Plasmaentladungen ähnlich wie in einer Plasmalampe entstehen auch im Füllgas großer Glühlampen, deren Stromanschluss man dafür der Spitze des Teslatrafos so weit nähert, dass Funken überspringen. Man kann sie dabei meist gefahrlos am Glaskolben anfassen, wenn man einen genügenden Abstand zu den Anschlüssen einhält und die verwendete Anlage eine nicht zu große elektrische Leistung besitzt. Oft fluoreszieren Bestandteile des Glaskolbens, angeregt durch die Ultraviolett-Strahlung des Plasmas.
Hochfrequente Ströme (unter anderem die eines Teslatrafos) können bis zu einem gewissen Grad schmerzfrei und ohne Reizwirkung durch den menschlichen Körper fließen, da die Erregung der Nerven- und Muskelzellen auf Ionenleitung beruht und die Reizschwelle bei hohen Frequenzen, oberhalb von 10 kHz deutlich höher als bei niedrigen Frequenzen ist. Stromfluss durch den Körper findet bereits ohne elektrischen Kontakt statt, denn ein neben der Anlage auf der Erde stehender Mensch hat gegenüber dieser eine elektrische Kapazität von einigen 10 pF, die durch die Wechselspannung des Teslatrafos ständig umgeladen wird. Die ohne thermische Schädigung erträgliche Stromstärke kann eine zwischen Körper und Tesla-Transformator geschaltete 100-mA-Glühlampe zum Leuchten bringen. Die Kontaktierung zur Haut muss bei solchen Experimenten großflächig sein, ansonsten können schmerzhafte punktuelle Verbrennungen entstehen. Der Mensch darf allerdings niemals eine direkte Verbindung zwischen der Erde und dem Topload, oder zwischen den Klemmen bei einem bipolaren Teslatrafo, darstellen, weil der Teslatrafo so verstimmt wird, dass die Resonanzfrequenz zu niedrig werden kann. Außerdem kann eine Verbindung zum Netzteil entstehen und somit würden 50-Hz-Ströme durch den Körper fließen. Daher werden solche Experimente meistens nur im Feld des Tesla-Transformators mit galvanischer Trennung (siehe Kapazitive Kopplung) durchgeführt.
Die Koronaentladung an Spitzen erzeugt einen Ionenwind.

### Bekannte Tesla-Anlagen

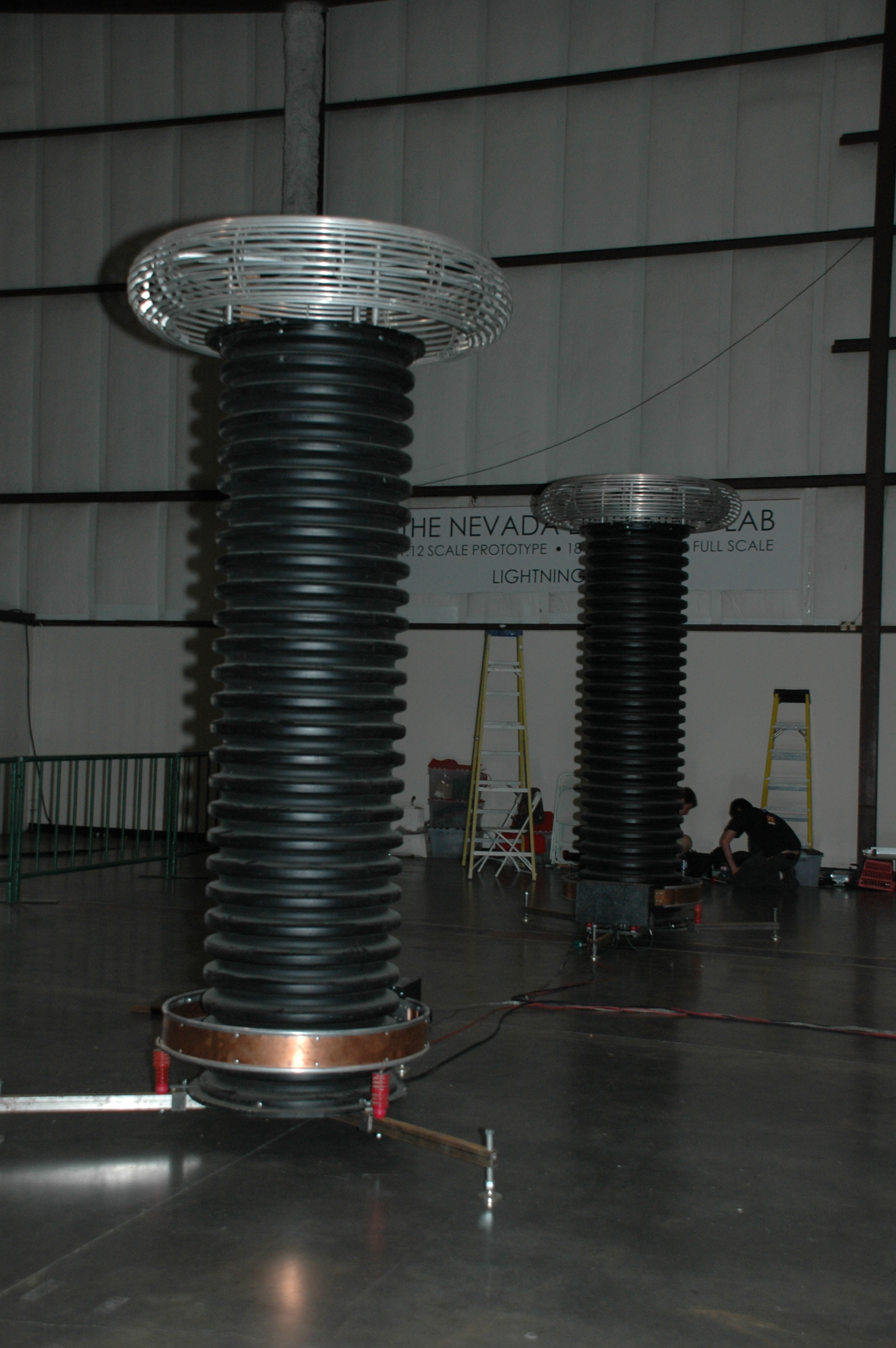
Große Teslatransformatoren im Aufbau (San Mateo/Kalifornien)

Electrum, die größte noch in Betrieb stehende Anlage, steht in Auckland, Neuseeland. Sie hat eine Leistung von 130 kW und eine Höhe von ca. 12 m. Unter voller Leistung entstehen Blitze mit einer Länge von 15 m. Electrum steht auf Privatgrund und kann daher nicht mehr besichtigt werden.
Der größte konische Tesla-Transformator der Welt ist im Mid America Science Museum in Hot Springs, Arkansas zu besichtigen. Diese Trafo-Anordnung kann Spannungen bis zu 1,5 MV erzeugen.
Von August bis November 2007 wurde ein etwa 4 m hoher Tesla-Transformator von EnBW (EnergyTower) im Science Center phæno in Wolfsburg gezeigt. Dieser in Europa größte Tesla-Transformator erzeugt über 5 m lange Blitzkaskaden (notariell beglaubigt am 17. August 2007).
Im Nikola-Tesla-Museum (Belgrad) befindet sich ein Tesla-Transformator, welcher ca. 500 kV erzeugen kann. Bei den Führungen, resp. Demonstrationen, werden den Besuchern Leuchtstoffröhren in die Hand gegeben, welche beim Überspringen des Funkens am oberen Teil der Spule kurz aufleuchten.
Tesla-Anlagen befinden sich auch im Technorama in Winterthur (Schweiz), in Wien (Technisches Museum, Hochspannungslabor), an der TU Graz in der Nikola-Tesla-Halle und in vielen anderen technischen Museen oder science center genannten Experimental-Ausstellungen.
Es gibt etliche Teslatrafoprojekte von Hobbyenthusiasten (engl. tesla coiler) und auch kommerzielle öffentliche Schaustellungen, die Teslatransformatoren einsetzen.

## Gefahren
Tesla-Transformatoren erzeugen hohe elektrische Spannungen und elektromagnetische Wechselfelder. Dadurch entstehen folgende Gefahren während des Betriebes einer Teslaanlage:
- Lebensgefährliche Stromschläge (Stromunfall) bei zu geringem Abstand zu Hochspannung führenden Teilen.
- Punktuelle Verbrennungen bei Annäherung und Funkenschlag auf die Haut.
- Innere Verbrennungen bei hohen Strömen bzw. hoher Leistung und entsprechender Kontaktdauer.
- Schäden durch Ultraviolettstrahlung der Entladungen in Form von Haut- und Augenschädigungen wie bei einem Sonnenbrand.
- Reizung und Atembeschwerden aufgrund der Bildung von Ozon und Stickoxiden.
- Störung von Herzschrittmachern oder Implantierbaren Kardioverter-Defibrillatoren.
- Verbrennungen und Stromschläge sind bei allen Bauweisen und bereits bei einer geringen Leistung möglich.

Versuche mit Hochspannung sollten deshalb in entsprechend abgeschirmten Räumen wie einem Hochspannungsprüffeld oder Hochspannungslabor durchgeführt werden.
Tesla-Transformatoren erzeugen je nach Bauart elektrische und magnetische Wechselfelder im Frequenzbereich unterhalb von Langwellen bis zu Dezimeterwellen, die abgestrahlt werden oder aufgrund der Verbindung mit dem Stromnetz als leitungsgebundene Störungen emittiert werden können. Der Betrieb kann elektronische Geräte, den gesamten Funkverkehr und den Rundfunkempfang stören.

## Tesla-Anlagen in der Kultur

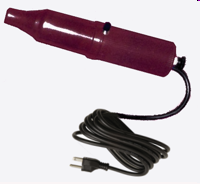
Erotec Violet Wand, circa 2000

Seit den 1990er Jahren ist der auf dem Tesla-Transformator basierende Violet Wand in der BDSM-Szene zur erotischen Elektrostimulation beliebt.
Erwähnung findet der Teslatransformator in den Filmen Coffee and Cigarettes, Duell der Magier, The Prestige, xXx – Triple X und in dem Klassiker Metropolis sowie in den Computerspielen Command & Conquer: Alarmstufe Rot I / II / Yuri’s Rache / III unter der Bezeichnung Teslaspule, dem Videospiel Tomb Raider: Legend, Blazing Angels 2, einem Add-on von Fallout 3 (Broken Steel), Grand Theft Auto II (Electro Gun), Secret Missions of WW II, Tremulous, Return to Castle Wolfenstein, der Hörspielserie Offenbarung 23, Folge 11: »Die Hindenburg« und dem Smartphonespiel Clash of Clans.
Das Zeusaphon(e) moduliert die elektrischen Entladungen etwa nach einem elektrischen Musiksignal, sodass durch die thermische Ausdehnung der Luft am Ort des Funkens Musik hörbar wird. Der junge Steirer Nikolaus Juch (* 19. März 2002) stellt am 6. Oktober 2021 im ZDF bei Da kommst Du nie drauf! seine „singende und sprechende Teslaspule“ vor, die er als Demonstrator für Elektrotechnik an Schulen weiterentwickeln will. Das Künstlerkollektiv „HiLabs Tesla“ aus Jena beschäftigt sich mit dem Zeusaphon und seinen Möglichkeiten als Musikinstrument, so werden Auftritte auf Festivals und Konzerten organisiert.